# Agostino Chigi
Agostino Chigi, kallad "il Magnifico", född 28 augusti 1469 i Siena, död 11 april 1520 i Rom, var en italiensk köpman och bankir. Som påvlig bankir gjorde sig Chigi en enorm privat förmögenhet.
Chigi lät 1508–1511 uppföra Villa Chigi, sedermera Villa Farnesina, vid Tiberns strand i Trastevere i Rom.
Agostino Chigi har fått sitt sista vilorum i Cappella Chigi i basilikan Santa Maria del Popolo vid Piazza del Popolo i Rom.

## Bilder
| - Agostino Chigis vapen. - Villa Farnesina. - Agostino Chigis gravmonument i Cappella Chigi i Santa Maria del Popolo. Till vänster Berninis skulptur Habackuk och ängeln. |